# Karin Krog
Karin Krog, född 15 maj 1937 i Oslo, är en norsk jazzsångare. Hon anses vara en av Norges främsta jazzsångare och är internationellt välrenommerad.
Hon är barnbarn till kompositören och musikern Anders Heyerdahl och var gift med jazzhistorikern och producenten Johs. Bergh från 1957 till hans död 2001. Därmed var saxofonisten Totti Bergh hennes svåger, och sångerskan Laila Dalseth är hennes svägerska.
Hon startade sitt första egna band 1962, men samarbetade också med Frode Thingnæs och Egil Kapstad. 1964 gav hon ut sitt första soloalbum, By Myself. 1965 deltog hon i skapandet av Norsk Jazzforum och blev dess ledare. 1969 började hon studera sång hos Ivo Knecevic.
Karin Krog har genom åren samarbetat med en mängd kända norska och internationella musiker, bland andra Jon Christensen, Niels-Henning Ørsted Pedersen, Kenny Drew, Don Ellis, Archie Shepp, John Surman, Red Mitchell, Bengt Hallberg och Nils Lindberg.

## Diskografi (urval)
- 1964 – By Myself
- 1966 – Jazz Moments
- 1968 – Joy
- 1970 – Some Other Spring, Blues and Ballads (med Dexter Gordon)
- 1974 – George Gershwin + Karin Krog
- 1974 – You Must Believe in Spring (med Palle Mikkelborg)
- 1974 – We Could Be Flying (med Steve Kuhn)
- 1975 – Different Days, Different Ways
- 1976 – Hi-Fly (med Archie Shepp)
- 1976 – As You Are (med Nils Lindberg)
- 1977 – A Song for You (med Bengt Hallberg)
- 1977 – But Three's a Crowd (med Red Mitchell)
- 1979 – Cloud Line Blue (med John Surman)
- 1980 – With Malice towards None (med Nils Lindberg)
- 1981 – I Remember You (med Red Mitchell)
- 1982 – Two of a Kind (med Bengt Hallberg)
- 1986 – Freestyle (med John Surman)
- 1989 – Something Borrowed, Something New
- 1995 – Det var en gang (barnvisor)
- 1995 – Nordic Quartet (med John Surman, Terje Rypdal och Vigleik Storaas)
- 1999 – Bluesand (med John Surman)
- 2002 – Where Flamingos Fly
- 2003 – Where You At?
- 2005 – Seagull (med Bergen Big Band)
- 2006 – Together Again (med Steve Kuhn)
- 2008 – Oslo Calling
- 2010 – Folkways
- 2011 – Cabin in the Sky (med Bengt Hallberg)
- 2012 – In a Rag Bag (med Morten Gunnar Larsen)
- 2013 – Songs About This and That (med John Surman)
- 2014 – Break of Day (med Steve Kuhn)
- 2015 – Don't Just Sing

## Priser och utmärkelser
- 1965 – Buddyprisen[1]
- 1975 – Spellemannprisen 1974 i klassen bästa kvinnliga artist[2]
- 1975 – Female Singer of the Year av European Jazz Federation[3]
- 1981 – Oslo kommunes kunstnerpris[1]
- 1983 – Gammleng-prisen i klassen jazz[1]
- 2000 – Spellemannprisen 1999 i klassen jazz för albumet Bluesand (med John Surman)[2]
- 2005 – St. Olavs Orden (Ridder av 1. klasse)[4]
- 2007 – Anders Jahres kulturpris[1]
- 2008 – Ella-prisen (Oslo Jazzfestivals pris)[1]
- 2012 – Hederspriset under Spellemannprisen 2012[2]
- 2014 – Spellemannprisen 2013 i klassen jazz för albumet Songs about This and That (med John Surman)[2]
- 2017 – Molderosen
- 2021 – Norsk kulturråds ærespris[5]